# تشاد الأول غينسبيرغ
تشاد الأول غينسبيرغ (بالإنجليزية: Chad I Ginsburg)‏ هو عازف قيثارة وموسيقي أمريكي، ولد في 24 أبريل 1972 في نيو هوب في الولايات المتحدة.

## وصلات خارجية
- تشاد الأول غينسبيرغ على موقع IMDb (الإنجليزية)
- تشاد الأول غينسبيرغ على موقع ميوزك برينز (الإنجليزية)
- تشاد الأول غينسبيرغ على موقع قاعدة بيانات الفيلم (الإنجليزية)